# Відхід (фільм)
«Відхід» — радянський короткометражний фільм-притча 1991 року режисера Дмитра Фролова. Фільм знімався в день пожежі готелю «Ленінград» взимку 1991 року. Міжнародна прем'єра відбулася в грудні 1998 року в Центрі Жоржа Помпіду в Парижі.

## Сюжет
Концептуальний фільм, сенсом якого є довгий скорботний, переповнений любов'ю і жалістю, погляд з екрану в очі глядачеві. Актор злившись з образом Творця пронизує нас своєю енергією. І в момент його розвороту хочеться крикнути: «Господи! Помилуй грішних нас! Не йди!».

## У ролях
- Євген Сухоненков — Пророк

## Знімальна група
- Режисер — Дмитро Фролов
- Сценарист — Дмитро Фролов
- Оператор — Дмитро Фролов